# Eddie Irvine
Edmund „Eddie“ Irvine jun. (* 10. listopadu 1965, Newtonards, Severní Irsko) je bývalý pilot Formule 1, pocházející ze Severního Irska. Vyrůstal ve městě Conlig, v hrabství Down a byl ovlivněn svými rodiči, kteří byli také začleněni do motorsportu. Jeho otec, Edmund Sr, a jeho sestra, Sonia (poté fyzioterapeutka), s ním pracovali během jeho kariéry.
Jeho profesionální závodní kariéra začala v roce 1983, poté se přesunul v roce 1988 do Formule 3 a následně o rok později do Formule 3000. Průlom do světové špičky zaznamenal v sezóně 1990 když začal jezdit za tým Jordan ve Formuli 3000. V roce 1993 už za Jordan debutoval ve Formuli 1. Jeho reputace se postupně zvyšovala a nakonec vedla k angažmá u Ferrari, kde podepsal v roce 1996 a stal se týmovým kolegou Michaela Schumachera.
Sezóna 1999 byla jeho nejúspěšnější v kariéře, Irvine vyhrál 4 závody a až do posledního závodu bojoval o titul mistra světa. Nakonec ale skončil na 2. místě, když titul získal Mika Häkkinen v týmu McLaren. Následující rok Ferrari opustil a závodil za nově vzniklý tým Jaguar Racing. Pro Jaguar vyjel Irvine jejich jediná dvě pódiová umístění.

## Osobní život a počátky kariéry
Eddie Irvine se narodil ve městě Newtonards v Severním Irsku. Jeho rodiči byli Edmund Sr. a Kathleen. Mládí strávil v malé vesnici Conlig. Studoval na gymnáziu Regent House, přestože jeho výsledky ve škole nebyly nikdy excelentní.
Proslavil se také románky s několika různými ženami, včetně Pamely Anderson. Irvine má dceru jménem Zoe, jejíž matkou je jeho bývalá přítelkyně Maria Drummond.

## Před Formulí 1 (1983-1993)
Kariéra Eddieho Irvinea začala ve Formuli Ford, kde v letech 1983 až 1986 zaznamenal několik pódiových umístění. Velký průlom zaznamenal v roce 1987, když podepsal s týmem Van Diemen a vyhrál šampionáty RAC a Esso FF1600, s úctyhodnou bilancí (19 výher z 36 startů). Vyhrál také prestižní Festival Formule Ford.
Jeho výkony ve formuli Ford vedly k podpisu s týmem WSR, závodící ve Formuli 3. V průběhu sezóny bylo zjevné, že Irvineův motor Alfa Romeo se nemůže měřit s vozy poháněné motory Toyota a VW. Velkově tak obsadil 5. místo, ani jednou nevyhrál, ale připsal si 8 pódiových umístění.
Po dobrém představení v Grand Prix Macau 1988, kde svůj vůz WSR Ralt dostal na pole position a vyhrál první závod, podepsal s týmem Pacific na sezónu 1989 v šampionátu Formule 3000. Nováčkovská sezóna pro něj byla těžká, obsadil celkové 9. místo, ale porazil tak svého týmového kolegu JJ Lehta, který už v polovině sezóny závodil ve Formuli 1. Na sklonku roku se opět představil v Grand Prix Macau.
Na rok 1990 podepsal opět smlouvu ve Formuli 3000, tentokrát s týmem Eddieho Jordana. Vyhrál závod v Německu a skončil v klasifikaci na 3. místě, před svými týmovými kolegy, kterými byli Heinz-Harald Frentzen a Emanuele Naspetti. I tento rok se vrátil do Formule 3, závodil v Macau a Fuji, v obou závodech vystoupal na stupně vítězů.
Nabídky z Formule 1 stále nepřicházely a tak se Irvine vydal do Japonska, do šampionátu Japonské Formule 3000. V roce 1991 skončil celkově sedmý, o rok později osmý a v roce 1993 druhý. A právě v roce 1993 si odbyl debut v týmu Jordan ve Formuli 1, v Grand Prix Japonska.

## Kariéra ve Formuli 1

### 1993-1995: Jordan

#### 1993
V prvních závodech ve své kariéře ve Formuli 1 byl Irvine známý jako velký bojovník. Přestože jezdil ve slabém voze, se kterým se kvalifikoval až do zadních řad, měl tendenci „zkusit vyhrát závod na startu“. To často vedlo k brzkému opuštění závodu nejen pro něj, ale i pro jeho soupeře. Byl také pověstný svou osobností, která by se dala nejlépe popsat jako „antiautoritativní“. V debutovém závodě na okruhu Suzuka vybojoval první bod.
V tomto závodě si také vybudoval pověst, která ho pak provázela několik dalších let. Když viděl v zrcátkách, že se k němu blíží Ayrton Senna, nechal ho Irvine předjet. Nicméně když Senna nemohl předjet o kolo Damona Hilla, který byl v souboji s Irvinem, Eddie cítil že je zdržován a tak se rozhodl Sennu předjet. Poté se snažil předjet i Hilla. Senna byl tak zdržen soubojem Hill-Irvine více než jedno kolo, po závodě přišel za Irvinem a udeřil ho do obličeje. Irvine poté o tomto momentu v roce 2007 prohlásil. „Když jsem se dostal zpátky do stejného kola se Sennou, strašně jsem se ve voze smál.“

#### 1994
Při prvním závodě sezóny 1994 byl Irvine zapleten do kolize 4 vozů, za což dostal distanc na další závod. Nakonec byl ale zvýšen na 3 závody, když Irvine proti rozhodnutí protestoval. Při páteční kvalifikaci v Portugalsku se Irvine zachytil za Williams Damona Hilla, což ukončilo jeho účinkování v kvalifikaci. Eddie dostal varování, že další takový incident bude znamenat odebrání jeho superlicence. Ve své druhé sezóně nakonec třikrát bodoval a připsal si 6 bodů.

#### 1995

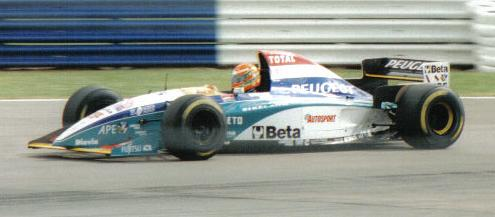
Irvine s vozem Jordan při Grand Prix Velké Británie 1995.

Irvine pokračoval v Jordanu i v dalším roce, jeho týmovým kolegou byl mladší, ale zkušenější Rubens Barrichello. Irvinova nespolehlivost a tendence zaplétat se do havárií znamenala, že jeho umístění neodpovídalo jeho rychlosti. Přesto si vyjel první pódium, když skončil třetí (druhý byl Barrichello) v památné Grand Prix Kanady 1995. Irvinův sklon k lehkovážnému ježdění se ale postupně rozplynul když přešel k Ferrari. Když se Formule 1 stala více technickou a jezdecké schopnosti šly do pozadí, Irvinův nekonformní přístup byl obecně oceňován.

### 1996-1999: Ferrari

#### 1996
27. září 1995 Irvine podepsal smlouvu s týmem Ferrari na další sezónu a měl se tak stát týmovým kolegou Michaela Schumachera. Irvine byl hlavně v letech 1996 a 1997 jasnou dvojkou v týmu. To bylo znát i v závodech a celkovém hodnocení. Schumacher si zapsal 59 bodů a 3 vítězství, kdežto Irvine pouhých 11 bodů a žádné vítězství.

#### 1997
V roce 1997 se Irvine oproti předešlé sezóně zlepšil. Při Grand Prix Argentiny si připsal tenkrát nejlepší výsledek v kariéře, skončil druhý když dlouho proháněl Jacquese Villeneuvea, který byl postižen žaludečními potížemi. Když nepočítáme Schumacherovu diskvalifikaci z celého šampionátu, získal Němec 78 bodů a 5 vítězství, oproti Irvinovým 24 bodem a opět žádné výhře. Rozdíl mezi oběma jezdci Ferrari byl opět značný.

#### 1998
V další sezóně panovaly pochyby o Irvinově kondici, jelikož ho provázely bolesti zad. Jeho sedačka v kokpitu byla nastavena tak, aby mu pomohla vyřešit tento problém. Pravděpodobně odtud pocházely výroky novinářů, že Irvine není v pořádku. Paradoxem proto bylo, že Irvine 3 dny před uveřejněním článků o jeho kondici, Irvine zaznamenal jednu z nejlepších hodnot fyzické kondice mezi jezdci Formule 1. V průběhu sezóny Irvine prodloužil smlouvu s Ferrari i na rok 1999. Irvine se celkem osmkrát podíval na stupně vítězů, ale opět nevyhrál žádný závod. Se 47 body skončil celkově čtvrtý.

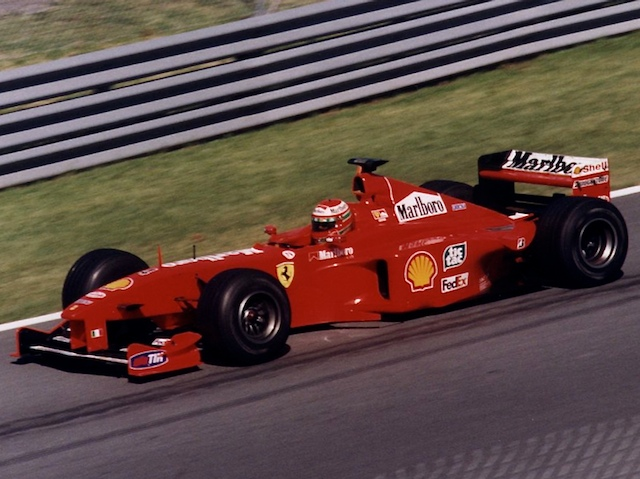
Irvine ve voze Ferrari při Grand Prix Kanady 1999, během jeho nejúspěšnější sezóny v kariéře.

#### 1999
Tato sezóna byla absolutním vrcholem Irvineovy kariéry. Pomohlo mu k tomu nejen to, že se konečně dostatečně sžil s vozem Ferrari, ale vedla k tomu i nehoda Michaela Schumachera v Grand Prix Velké Británie, při které si Němec zlomil nohu. Irvine tak mohl bojovat o titul mistra světa.
Hned v prvním závodě sezóny si Irvine připsal první vítězství v kariéře.I v dalších závodech pravidelně sbíral body a prokazoval skvělou formu. Jeho protivníky byli jezdci McLarenu, kteří naopak střádali chybu za chybou. Po Schumacherově zranění se Irvine stal jedničkou v týmu, Němce nahradil v kokpitu Mika Salo. Další dvě vítězství si Irvine připsal v Rakousku a Německu, což zvýšilo jeho šance na zisk titulu. V Rakousku předvedl skvělý boj s Davidem Coulthardem z McLarenu (který zapříčinil v prvním kole výjezd z trati svého kolegy Miky Häkkinena). výhra v Německu byla značně kontroverzní, jelikož ho jeho týmový kolega Salo nechal předjet mimo záběry kamer. Irvine by ale možná Sala předjel i tak, jelikož zajížděl rychlejší časy. Irvine pak předal vítěznou trofej druhému Salovi jako gesto svého vděku.
V Maďarsku dojel třetí a v Belgii čtvrtý, ale Ferrari začínalo mít problémy s vozem, Irvine i Salo si stěžovali na nedostatek přilnavosti a špatné ovládání vozu (proslýchalo se, že to bylo kvůli absenci Michaela Schumachera v týmu). Výsledkem bylo, že Irvine pohrozil týmu Ferrari, že z týmu odejde, jelikož si myslel, že ho Ferrari dostatečně nepodporuje v jeho cestě za titulem. V Grand Prix Itálie dojel Irvine až šestý, když nedokázal držet tempo se špičkou. To se nedalo říct o Salovi, kterému chování vozu Ferrari naopak docela vyhovovalo a dojel třetí. Irvinea to stálo cenné body, štěstím pro něj bylo, že se nedařilo ani jeho hlavnímu konkurentovi Häkkinenovi. Eddieho náskok 8 bodů byl ale Häkkinenem vymazán a před Grand Prix Evropy měli shodný počet bodů. 15. září bylo oznámeno, že Irvine podepsal tříletou smlouvu s týmem Jaguar za 15 milionů liber. Jeho týmovým kolegou v roce 2000 měl být Johnny Herbert.
Irvine jel na okruhu Nürburgring velice slibně a mohl pomýšlet i na výhru když dal tým McLaren Häkkinenovi špatné pneumatiky, závod byl totiž poznamenám častými změnami počasí. Naneštěstí pro Irvinea, jinak bezchybní mechanici Ferrari si tentokrát dobře nevedli a Irvine dojel imo body na sedmém místě. Häkkinen nakonec ještě stihl předjet Irvinea a poté ještě Minardi Marca Geneho a dojet pátý. Do Malajsie už přijel i uzdravený Schumacher a Irvineovi pomohl. Němec startoval z pole position, Eddie ze druhé pozice (vozy Ferrari byly najednou opět rychlé). Schumacher nechal svého týmového kolegu předjet a potom se snažil zdržovat Häkkinena. Několik hodin po závodě byly vozy Ferrari diskvalifikovány kvůli drobné nepovolené aerodynamické součástky na bočnicích. Häkkinen tak mohl slavit titul a McLaren vyhrál pohár konstruktérů. Diskvalifikace byla ale poté zrušena a jezdci Ferrari vráceni do výsledkové listiny. Irvine tak měl náskok před posledním závodem 4 body na Häkkinena.
Rozhodovalo se tak až v závěrečné Grand Prix Japonska. Irvinenovi stačilo dojet před Finem a mohl se radovat z titulu. Irvinenovi se ale nedařilo držet tempo a dojel třetí. Häkkinen vyhrál, Michael Schumacher dojel druhý, což znamenalo, že titul připadl Finovi.

### 2000-2002: Jaguar

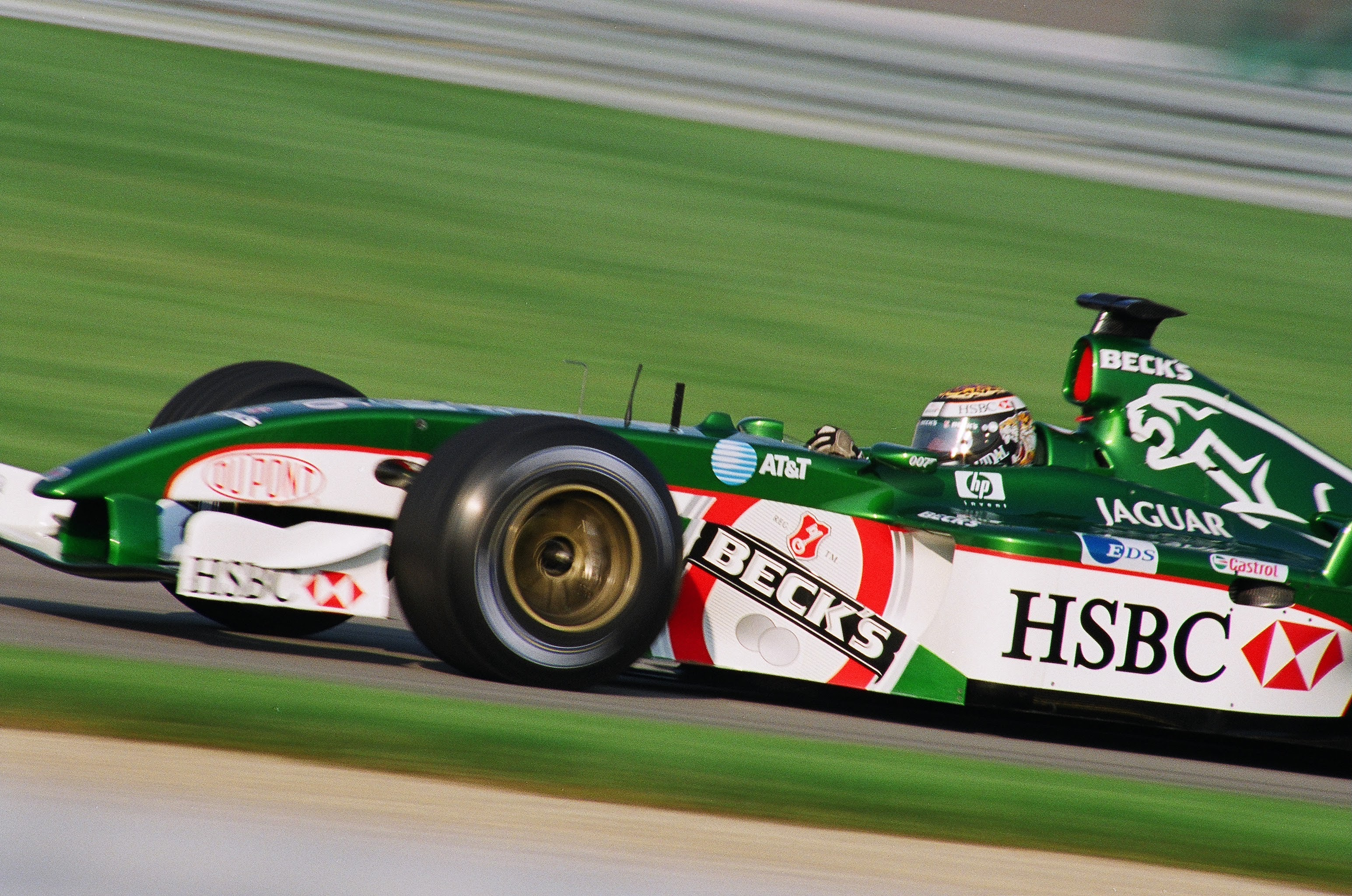
Irvine při Grand Prix USA 2002.

#### 2000
Přechod k Jaguaru znamenal, že Irvine se stal konečně jasným lídrem týmu. S nově vzniklým týmem dokázal vybojovat výborné 4. místo v Monaku. Do Grand Prix Rakouska neodstartoval kvůli bolestem břicha. Irvine kromě Monaka dokázal bodovat jen v posledním závodě v Malajsii.

#### 2001
Jaguar těžil z Irvinových zkušeností od Ferrari, vůz byl ale nespolehlivý a ne moc rychlý. Přesto dokázal s tímto vozem dojet v Monaku pro třetí místo a první pódiové umístění pro Jaguar. Bodovat se mu ale poté podařilo jen v USA.

#### 2002
Irvine opět prokázal skvělou fyzickou kondici, když v testech zaznamenal mnohem lepší hodnoty než ostatní jezdci. Neshody v týmu a také Eddieho veřejná frustraci z toho, že se vůz dostatečně nevyvíjí znamenaly to, že jeho kontrakt nebyl prodloužen. S týmem ještě dokázal jednou vystoupat na pódium, stalo se tak při Grand Prix Itálie.
Na další sezónu se měl vrátit do týmu Jordan, finanční problémy týmu ale nakonec znamenaly, že z dohody sešlo. Byl spojován také s Minardi, místo toho ale ohlásil konec kariéry ve Formuli 1.

## Kariéra po Formuli 1
24. července 2003 byl Irvine zatčen, když řídil skútr rychlostí více než 30 mph skrze Hyde Park a neměl přitom řidičský průkaz ani pojištění.
Irvine hrál v roce 2004 v komedii The Prince and Me, kde sehrál sebe samotného.
Již před vstupem do Formule 1 byl milionářem díky svým investicím. Irvine údajně vlastní přes 40 nemovitostí po celém světě. Podle Sunday Times Rich List, publikovaném v dubnu 2006, byl Irvine pátým nejbohatším člověkem v Severním Irsku, jeho majetek se šplhal asi k 160 milionům liber.
Je také vlastníkem Eddie Irvine Sports, provozující bazén, fotbalové hřiště, paintball, snooker a závodní dráhu v Bangoru, nedaleko jeho rodného Conligu.
Irvine je výkonným producentem filmu o Paddy Maynovi.

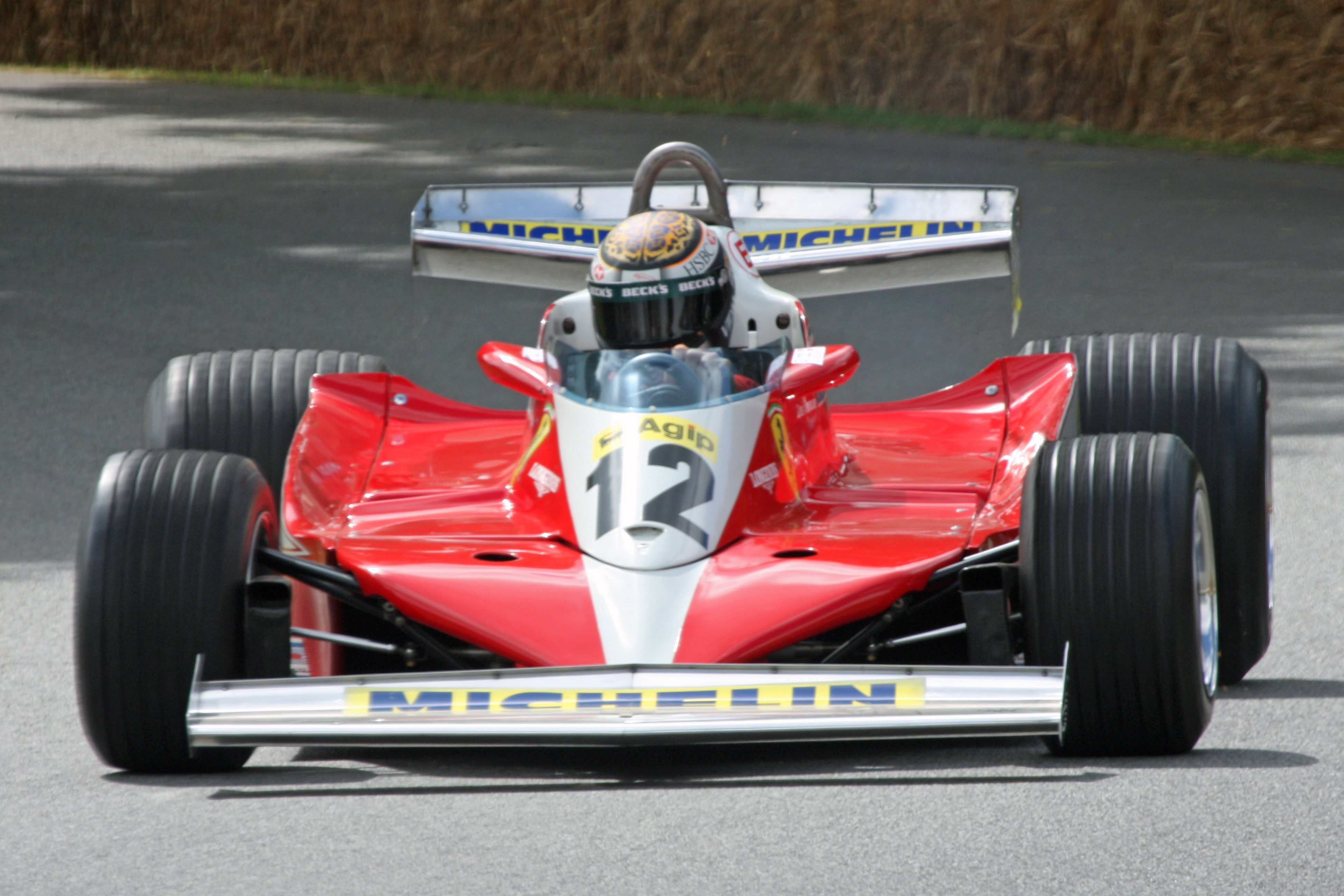
Irvine předvádí Ferrari 312T při Goodwood Festival of Speed 2009.

V květnu 2006 bylo oznámeno že Irvine bude jednou z celebrit, která bude vystupovat v projektu Soccer Aid na podporu nadace UNICEF. V této show se utkává Anglie se zbytkem světa ve fotbalovém utkání. Týmy se skládají z různých slavných osobností a bývalých profesionálních hráčů. Irvine ale nakonec kvůli zraněné noze nemohl nastoupit.
Za volant Formule 1 se vrátil v roce 2005 s vozem Ferrari F2001 v rámci Malboro Masters.
Na konci roku 2006 přišel s vlastním pořadem na stanici Sky One, kde proti sobě závodili dva týmy složené ze slavných závodních jezdců. David Coulthard byl kapitán a trenér „ženského“ týmu a Irvine „mužského“. Tým okolo Irvinea nakonec soutěž vyhrál.
V roce 2002 se Irvine úspěšně soudil s rádiem TalkSport, které použilo Irvinovu image v tištěné reklamě. O osm let později ve stejném rádiu Irvine představil vlastní půlhodinový program, LG Grand Prix Show, společně s moderátorem Andy Goldsteinem.

## Národnost
Irvine se narodil v Severním Irsku, které patří Velké Británii, a proto byl Irvine britským občanem po dobu své kariéry. Vlastnil však také irskou závodní licenci, závodníci totiž nejsou povinni mít licenci ze své rodné země. Mezinárodní sportovní regule stanovené FIA prohlašují, že jezdci by měli závodit v šampionátech organizovaných touto federací za stát, který mají uveden v pase. V jiných sériích totiž závodníci jezdí za stát, ze kterého mají licenci.
Tato situace tak vytvořila zmatek ohledně Irvinovy národnosti, když se dostal na pódiová umístění ve Formuli 1. Při svém třetím pódiovém umístění, druhém místě z Grand Prix Argentiny 1997, byla organizátory vyvěšena omylem irská trikolora. To vedlo k tomu, že jeho rodina obdržela několik výhrůžných telefonátů. Irvine požádal, aby byla v dalších závodech vyvěšena neutrální vlajka s trojlístkem a aby hrála Londonderry Air, hymna Severního Irska v případě vítězství. Mluvčí FIA Francesco Longanesi prohlásil: „Tak jak tomu rozumíme, Irvine má britský pas a proto by měla být vyvěšena Union Jack…Rozumím tomu, že by chtěl jinou vlajku, ale naše regule to nedovolují.“
Irvine v interview z roku 1995 sám sebe prohlásil za Ira: „Nakonec jsem stejně Ir. Sice mám britský pas, ale když jste z Irska, ať už severního nebo jižního, jste Ir. A být „Britem“ je…taková nicneříkající věc, ne?“

## Statistiky ve Formuli 1
| Aktivní roky                     | 1993-2002                 |
| Starty                           | 148                       |
| Vítězství                        | 4                         |
| 2. místa                         | 6                         |
| 3. místa                         | 16                        |
| 4. místa                         | 10                        |
| 5. místa                         | 7                         |
| 6. místa                         | 7                         |
| Průměrné umístění                | 6.13                      |
| Odstoupení                       | 61                        |
| DSQ                              | 0                         |
| DNS                              | 0                         |
| DNQ                              | 0                         |
| Pole position                    | 0                         |
| Průměrné u. v kvalifikaci        | 9.50                      |
| Nejrychlejší kola                | 1                         |
| Průměrné u. za nejrychlejší kolo | 9.50                      |
| Závodů v čele                    | 8                         |
| Kol v čele                       | 157                       |
| Km v čele                        | 843 km                    |
| Debut                            | Grand Prix Japonska 1993  |
| První vítězství                  | Grand Prix Austrálie 1999 |
| Poslední závod                   | Grand Prix Japonska 2002  |
| Body                             | 191                       |

## Souhrn kariéry
| Sezóná | Série                     | Tým         | Závody | Pole position | Výhry | Body | Umístění  |
| ------ | ------------------------- | ----------- | ------ | ------------- | ----- | ---- | --------- |
| 1983   | Různé závody Formule Ford | ?           | 20     | ?             | ?     | ?    | ?         |
| 1984   | Různé závody Formule Ford | ?           | 22     | 2             | 2     | ?    | ?         |
| 1985   | Esso Formule Ford 1600    | ?           | 20     | 3             | 0     | 44   | 10. místo |
| 1986   | Různé závody Formule Ford | ?           | 17     | 0             | 0     | ?    | ?         |
| 1987   | Esso Formule Ford 1600    | Van Diemen  | 14     | 5             | 6     | 165  | 1. místo  |
| 1987   | RAC Formule Ford 1600     | Van Diemen  | 12     | 10            | 8     | 160  | 1. místo  |
| 1987   | Formule Ford Festival     | Van Diemen  | 1      | 1             | 1     | N/A  | 1. místo  |
| 1987   | BBC Formule Ford 2000     | Van Diemen  | 4      | 2             | 2     | 24   | 2. místo  |
| 1988   | Britská Formule 3         | WSR         | 18     | 1             | 0     | 53   | 5. místo  |
| 1988   | Závod Cellnet Formule 3   | WSR         | 1      | 0             | 0     | N/A  | R         |
| 1988   | Grand Prix Macau          | WSR         | 1      | 1             | 0     | N/A  | R         |
| 1989   | Formule 3000              | Pacific     | 10     | 0             | 0     | 11   | 9. místo  |
| 1989   | Grand Prix Macau          | WSR         | 1      | 0             | 0     | N/A  | R         |
| 1990   | Formule 3000              | Jordan      | 11     | 0             | 1     | 27   | 3. místo  |
| 1990   | Grand Prix Macau          | WSR         | 1      | 0             | 0     | N/A  | 3. místo  |
| 1990   | F3 Fuji Cup               | WSR         | 1      | 0             | 0     | N/A  | 3. místo  |
| 1991   | Japonská Formula 3000     | Cerumo      | 11     | 0             | 1     | 14   | 7. místo  |
| 1992   | Japonská Formula 3000     | Cerumo      | 11     | 2             | 1     | 17   | 8. místo  |
| 1992   | 24h Le Mans               | TOM'S/SARD  | 1      | 0             | 0     | N/A  | 9. místo  |
| 1993   | Japonská Formula 3000     | Cerumo      | 10     | 4             | 1     | 32   | 2. místo  |
| 1993   | 24h Le Mans               | SARD Toyota | 1      | 0             | 0     | N/A  | 4. místo  |
| 1993   | Formule 1                 | Jordan      | 2      | 0             | 0     | 1    | 20. místo |
| 1994   | Formule 1                 | Jordan      | 13     | 0             | 0     | 6    | 16. místo |
| 1994   | 24h Le Mans               | SARD Toyota | 1      | 0             | 0     | N/A  | 2. místo  |
| 1995   | Formule 1                 | Jordan      | 17     | 0             | 0     | 10   | 12. místo |
| 1996   | Formule 1                 | Ferrari     | 16     | 0             | 0     | 11   | 10. místo |
| 1997   | Formule 1                 | Ferrari     | 17     | 0             | 0     | 24   | 7. místo  |
| 1998   | Formule 1                 | Ferrari     | 16     | 0             | 0     | 47   | 4. místo  |
| 1999   | Formule 1                 | Ferrari     | 16     | 0             | 4     | 74   | 2. místo  |
| 2000   | Formule 1                 | Jaguar      | 17     | 0             | 0     | 4    | 13. místo |
| 2001   | Formule 1                 | Jaguar      | 17     | 0             | 0     | 6    | 12. místo |
| 2002   | Formule 1                 | Jaguar      | 17     | 0             | 0     | 8    | 9. místo  |

### Kompletní výsledky ve 24h Le Mans
| Rok  | Třída     | Č. | Pneu | Vůz                                     | Tým                                          | Spolujezdci                   | Kola | Poz.     | Třída Poz. |
| ---- | --------- | -- | ---- | --------------------------------------- | -------------------------------------------- | ----------------------------- | ---- | -------- | ---------- |
| 1992 | C2        | 34 | B    | Toyota 92C-V Toyota R36V 3.6L Turbo V8  | Toyota Team Tom's Kitz Racing Team with SARD | Roland Ratzenberger Eje Elgh  | 321  | 9. místo | 2. místo   |
| 1993 | C1        | 36 | M    | Toyota TS010 Toyota RV10 3.5 L V10      | Toyota Team Tom's                            | Toshio Suzuki Masanori Sekiya | 364  | 4. místo | 4. místo   |
| 1994 | LMP1 /C90 | 1  | D    | Toyota 94C-V Toyota R36V 3.6 L Turbo V8 | SARD Company Ltd.                            | Mauro Martini Jeff Krosnoff   | 343  | 2. místo | 1. místo   |

### Kompletní výsledky ve Formuli 1
| Legenda k tabulce | Legenda k tabulce                                                                       |
| Barva             | Výsledek                                                                                |
| ----------------- | --------------------------------------------------------------------------------------- |
| Zlatá             | Vítěz                                                                                   |
| Stříbrná          | 2. místo                                                                                |
| Bronzová          | 3. místo                                                                                |
| Zelená            | Bodované umístění                                                                       |
| Modrá             | Nebodované umístění                                                                     |
| Modrá             | Dokončil neklasifikován (NC)                                                            |
| Fialová           | Odstoupil (Ret)                                                                         |
| Červená           | Nekvalifikoval se (DNQ)                                                                 |
| Červená           | Nepředkvalifikoval se (DNPQ)                                                            |
| Černá             | Diskvalifikován (DSQ)                                                                   |
| Bílá              | Nestartoval (DNS)                                                                       |
| Bílá              | Závod zrušen (C)                                                                        |
| Světle modrá      | Pouze trénoval (PO)                                                                     |
| Světle modrá      | Páteční testovací jezdec (TD)                                                           |
| Bez barvy         | Netrénoval (DNP)                                                                        |
| Bez barvy         | Vyřazen (EX)                                                                            |
| Bez barvy         | Nepřijel (DNA)                                                                          |
| Bez barvy         | Odvolal účast (WD)                                                                      |
| Bez barvy         | Nezúčastnil se (prázdné)                                                                |
| Označení          | Význam                                                                                  |
| Tučnost           | Pole position                                                                           |
| Kurzíva           | Nejrychlejší kolo                                                                       |
| †                 | Jezdec nedojel do cíle, ale byl klasifikován, protože odjel více než 90 % délky závodu. |
| ‡                 | Byl udělován poloviční počet bodů, protože bylo odjeto méně než 75 % délky závodu.      |
| Horní index       | Umístění bodujících jezdců ve sprintu                                                   |

| Rok  | Tým                       | Šasi          | Motor    | 1       | 2       | 3       | 4       | 5       | 6       | 7       | 8       | 9       | 10      | 11      | 12      | 13      | 14      | 15      | 16      | 17      | Umístění  | Body |
| ---- | ------------------------- | ------------- | -------- | ------- | ------- | ------- | ------- | ------- | ------- | ------- | ------- | ------- | ------- | ------- | ------- | ------- | ------- | ------- | ------- | ------- | --------- | ---- |
| 1993 | Sasol Jordan              | Jordan 193    | Hart     | RSA     | BRA     | EUR     | SMR     | ESP     | MON     | CAN     | FRA     | GBR     | GER     | HUN     | BEL     | ITA     | POR     | JPN 6   | AUS Ret |         | 22. místo | 1    |
| 1994 | Sasol Jordan              | Jordan 194    | Hart     | BRA Ret | PAC     | SMR     | MON     | ESP 6   | CAN Ret | FRA Ret | GBR Ret | GER Ret | HUN Ret | BEL 13† | ITA Ret | POR 7   | EUR 4   | JPN 5   | AUS Ret |         | 16. místo | 6    |
| 1995 | Total Jordan Peugeot      | Jordan 195    | Peugeot  | BRA Ret | ARG Ret | SMR 8   | ESP 5   | MON Ret | CAN 3   | FRA 9   | GBR Ret | GER 9†  | HUN 13† | BEL Ret | ITA Ret | POR 10  | EUR 6   | PAC 11  | JPN 4   | AUS Ret | 12. místo | 10   |
| 1996 | Scuderia Ferrari          | Ferrari F310  | Ferrari  | AUS 3   | BRA 7   | ARG 5   | EUR Ret | SMR 4   | MON 7†  | ESP Ret | CAN Ret | FRA Ret | GBR Ret | GER Ret | HUN Ret | BEL Ret | ITA Ret | POR 5   | JPN Ret |         | 10. místo | 11   |
| 1997 | Scuderia Ferrari Marlboro | Ferrari F310B | Ferrari  | AUS Ret | BRA 16  | ARG 2   | SMR 3   | MON 3   | ESP 12  | CAN Ret | FRA 3   | GBR Ret | GER Ret | HUN 9†  | BEL 10† | ITA 8   | AUT Ret | LUX Ret | JPN 3   | EUR 5   | 7. místo  | 24   |
| 1998 | Scuderia Ferrari Marlboro | Ferrari F300  | Ferrari  | AUS 4   | BRA 8   | ARG 3   | SMR 3   | ESP Ret | MON 3   | CAN 3   | FRA 2   | GBR 3   | AUT 4   | GER 8   | HUN Ret | BEL Ret | ITA 2   | LUX 4   | JPN 2   |         | 4. místo  | 47   |
| 1999 | Scuderia Ferrari Marlboro | Ferrari F399  | Ferrari  | AUS 1   | BRA 5   | SMR Ret | MON 2   | ESP 4   | CAN 3   | FRA 6   | GBR 2   | AUT 1   | GER 1   | HUN 3   | BEL 4   | ITA 6   | EUR 7   | MAL 1   | JPN 3   |         | 2. místo  | 74   |
| 2000 | Jaguar Racing             | Jaguar R1     | Cosworth | AUS Ret | BRA Ret | SMR 7   | GBR 13  | ESP 11  | EUR Ret | MON 4   | CAN 13  | FRA 13  | AUT PO  | GER 10  | HUN 8   | BEL 10  | ITA Ret | USA 7   | JPN 8   | MAL 6   | 13. místo | 4    |
| 2001 | Jaguar Racing             | Jaguar R2     | Cosworth | AUS 11  | MAL Ret | BRA Ret | SMR Ret | ESP Ret | AUT 7   | MON 3   | CAN Ret | EUR 7   | FRA Ret | GBR 9   | GER Ret | HUN Ret | BEL Ret | ITA Ret | USA 5   | JPN Ret | 12. místo | 6    |
| 2002 | Jaguar Racing             | Jaguar R3     | Cosworth | AUS 4   | MAL Ret | BRA 7   | SMR Ret | ESP Ret | AUT Ret | MON 9   | CAN Ret | EUR Ret | GBR Ret | FRA Ret | GER Ret | HUN Ret | BEL 6   | ITA 3   | USA 10  | JPN 9   | 9. místo  | 8    |